# Grafik Sofia
Grafik Sofia (bułg. СК "График" (София)) – bułgarski klub piłkarski z siedzibą w stolicy kraju, mieście Sofia, działający w latach 1936–1945.

## Historia
Chronologia nazw:
- 1936: Grafik Sofia (bułg. СК "График" (София))
- 07.04.1942: Szipka-Grafik Sofia (bułg. СК Шипка-График (София)) – po fuzji z Szipka (Sofia)
- 1944: Grafik Sofia (bułg. СК "График" (София)) – po wyjściu z fuzji
- 11.10.1944: Spartak-Grafik Sofia - po dołączeniu do Spartaka (Podujane)
- 09.11.1944: Grafik Sofia (bułg. СК "График" (София)) – po wyjściu z fuzji
- 1945: klub rozwiązano

Klub Sportowy o nazwie Grafik został założony w Sofii w 1936 roku. W sezonie 1936/37 zespół zwyciężył w Sofijskiej trzeciej dywizji i zdobył promocję do drugiej dywizji. W następnym sezonie 1937/38 znów został mistrzem dywizji i awansował na pierwszy poziom rozgrywek Mistrzostw Sofii. W debiutowym sezonie 1938/39 zajął piąte miejsce w pierwszej dywizji, a w 1939/40 czwarte. Ale w 1940 roku nastąpiła reorganizacji mistrzostw Bułgarii, wskutek czego 6 drużyn z Sofii, grające w Nacionałnej futbołnej diwiziji, oraz mistrz I dywizji Sofijskiej utworzyli pierwszą dywizję mistrzostw Sofii, a Grafik został zdegradowany do drugiej dywizji. 7 kwietnia 1942 dołączył do Szipki (Sofia), po czym nazwa klubu brzmiała Szipka-Grafik.  11 października 1944 roku po fuzji ze Spartakiem (Podujane), występował jako Spartak-Grafik. Wkrótce, 9 listopada 1944 roku, Spartak połączył się z AS 23 Sofia, Szipka-Pobeda (Sofia) w Czawdar (Sofia), a Grafik ponownie funkcjonował jako samodzielny klub, grając z Czawdarem w eliminacjach o Puchar Bułgarii., ale potem przestał istnieć.

## Sukcesy

### Trofea międzynarodowe
Do chwili obecnej klub jeszcze nigdy nie zakwalifikował się do rozgrywek europejskich.

### Trofea krajowe
| \| \| Zdobyte trofea w rozgrywkach Bułgarii (stan na: 31-05-2024) \| |                                                             |      |          |
| Rozgrywki                                                            | Osiągnięcie                                                 | Razy | Sezon(y) |
| · Mistrzostwo                                                        | I miejsce                                                   | 0    |          |
| · Mistrzostwo                                                        | II miejsce                                                  | 0    |          |
| · Mistrzostwo                                                        | III miejsce                                                 | 0    |          |
| Puchar                                                               | zdobywca                                                    | 0    |          |
| Puchar                                                               | finalista                                                   | 0    |          |
| II liga                                                              | I miejsce                                                   | 0    |          |
| II liga                                                              | II miejsce                                                  | 0    |          |
| II liga                                                              | III miejsce                                                 | 0    |          |
| II liga                                                              | 4.miejsce                                                   |      | 1939/40  |
| Bułgaria                                                             | Zdobyte trofea w rozgrywkach Bułgarii (stan na: 31-05-2024) |      |          |

- II sofijska diwizija (D3):
  - mistrz (1x): 1937/38 (gr.Sofia)

## Poszczególne sezony

### Rozgrywki międzynarodowe

#### Europejskie puchary
Nie uczestniczył w rozgrywkach europejskich.

### Rozgrywki krajowe
| \| Bułgaria \| Bilans występów klubu w rozgrywkach piłkarskich Bułgarii (Stan na 31 maja 2025 r.) \| \| |                                                                                    |        |       |   |   |   |    |    |     |                    |        |        |      |
| Poziom                                                                                                  | Rozgrywki                                                                          | Sezony | Mecze | Z | R | P | B+ | B– | Pkt | Lata               | Awanse | Spadki | Naj. |
| I | Nacionałna futbołna diwizija / Dyrżawno pyrwenstwo                                 | 0      |       |   |   |   |    |    |     |                    | 0      | 0      |      |
| II | B RPG / Wtora PFG / Pyrwa PFL / B PFG / Wtora PFL                                  | 2      |       |   |   |   |    |    |     | 1938–1940          | 0      | 1      | 4    |
| III | Treta amatorska futbołna liga                                                      | 6      |       |   |   |   |    |    |     | 1937/38, 1940–1945 | 1      | 0      | 1    |
| IV | Obłastna futbołna liga                                                             | 1+     |       |   |   |   |    |    |     | 193?–1937          | 1      | 0      | 1    |
| | Puchar Bułgarii                                                                    | 0      |       |   |   |   |    |    |     |                    | 0      | 0      |      |
| Bułgaria                                                                                                | Bilans występów klubu w rozgrywkach piłkarskich Bułgarii (Stan na 31 maja 2025 r.) |        |       |   |   |   |    |    |     |                    |        |        |      |

## Struktura klubu

### Stadion
Drużyna rozgrywała swoje mecze domowe w Sofii na stadionie Grafik. 

## Kibice i rywalizacja z innymi klubami

### Derby
- AS 23 Sofia
- Benkowski Sofia
- Botew Sofia
- Lewski Sofia
- Rakowski Sofia
- SK Sofia
- Sławia Sofia
- Sportist Sofia
- Szipka Sofia
- Ustrem Sofia
- ŻSK Sofia